# Mark Giacheri
Mark Renato Giulio Giacheri est un ancien joueur de rugby à XV italo-australien, né le 1er février 1969 à Sydney (Australie).

## Biographie
Mark Giacheri a joué pour l'équipe d'Italie, il est deuxième ou troisième ligne et mesure 2,02 m pour 113 kg.
Il a honoré sa première cape internationale le 1er octobre 1992 à Rome avec l'équipe d'Italie pour une victoire 22-3 contre la Roumanie.
Il joue deux matchs de la Coupe du monde de rugby 1995, puis trois matchs lors de la participation à la Coupe du monde de rugby 1999.
Retiré en 2005, maintenant il est entraîneur du Randwick RUFC, à Sydney.

## Clubs successifs
- 1987-1994 : Randwick District Rugby Union Football Club
- 1994-1997 : New South Wales Waratahs
- 1994-1997 : Benetton Trévise
- 1997-1999 : West Hartlepool RFC
- 1999-2000 :  CA Brive
- 2000-2002 :  Sale Sharks
- 2002-2003 : Rotherham Titans
- 2003-2005 : Coventry RFC

En 2006 il retourne en Australie devient entraineur.
- 2006- : Randwick District Rugby Union Football Club

## Sélection nationale
- 48 sélections avec l'Italie
- Sélections par année : 1 en 1992, 6 en 1993, 7 en 1994, 9 en 1995, 1 en 1996, 8 en 1999, 5 en 2001, 7 en 2002, 4 en 2003.
- Tournoi des Six Nations disputés: 2002, 2003.
- Coupes du monde de rugby disputées : 1995, 1999.